# Ля Феми
Ля Феми (фр. La Fémis), официально Высшая национальная школа аудиовизуальных искусств (фр. École Nationale Supérieure des Métiers de l’Image et du Son) — французская государственная киношкола.
Выпускники Ля Феми выигрывали три самых престижных европейских кинонаграды — Золотую пальмовую ветвь Каннского кинофестиваля, Золотого льва Венецианского кинофестиваля и Золотого медведя Берлинского кинофестиваля — в общей сложности десять раз, что делает её самой награждаемой киношколой в мире, оставляя позади Пекинскую киноакадемию, Нью-Йоркскую Tisch School of the Arts (англ.) и московский ВГИК.

## История
С 1944 по 1985 годы Высший институт кинематографии (фр. Institut des hautes études cinématographiques, сокр. фр. IDHEC, фр.) считался главной французской киношколой, взрастившей 1439 французских и зарубежных профессионалов в области кино. В числе его студентов числились: Луи Малль, Ален Рене, Тео Ангелопулос, Арно Деплешен, Клод Соте, Фолькер Шлёндорф, Клэр Дени, Жан-Жак Анно, Анджей Жулавски, Кристоф Ган, Ален Корно, Коста-Гаврас, Патрис Леконт, Йохан Ван дер Кёкен, Клод Миллер, Андре Тешине, Паулу Роша, Николай Хомерики и многие другие.
В 1985 году IDHEC был реорганизован под личным контролем тогдашнего министра культуры Франции Жака Ланга и в 1986-м превратился в La Fémis (сокр. от фр. Fondation Européenne pour les Métiers de l’Image et du Son); сценарист Жан-Клод Каррьер был назначен президентом, а Жак Гажо — директором.
В начале своего создания Ля Феми включала в себя семь факультетов: режиссёрский, сценарный, операторский, звукорежиссёрский, монтажный, продюсерский и художественного оформления. В 1992 году к ним добавился факультет помощников режиссёра, а в 2003-м — факультет дистрибуции фильмов.
Школа является государственным учреждением и находится в ведении Министерства культуры Франции.
Изначально школа располагалась в Токийском дворце, но 15 февраля 1999 года переехала в бывшие студии кинокомпании Pathé, на улицу Франкёр, 6.

## Обучение
Основной курс включает в себя четырёхгодичное обучение. Первый год для всех студентов включает в себя практические занятия на разных технических должностях в съемочной группе.
Во второй и третий года, в зависимости от выбранного студентами факультета, они проходят специальную программу, включающую в себя теоретические занятия, упражнения, анализ фильмов, аналитические семинары и совместные практические упражнения.
Четвёртый год обучения студенты готовят свой дипломный проект (фр. travail de fin d'études, сокр. TFE), будь это фильм, сценарий и т. д., а также участвуют в проектах своих сокурсников.